# Acontosceles yorioi
Acontosceles yorioi är en skalbaggsart som beskrevs av Satô 1966. Acontosceles yorioi ingår i släktet Acontosceles och familjen lerstrandbaggar. Inga underarter finns listade i Catalogue of Life.